# Loibersdorf (Gemeinde Gars am Kamp)
Loibersdorf ist ein Ort und eine Katastralgemeinde Marktgemeinde Gars am Kamp im Bezirk Horn in Niederösterreich.

## Geografie
Der Ort liegt am südöstlichen Rand des Horner Beckens östlich von Gars am Kamp. Die Seehöhe in der Ortsmitte beträgt 320 Meter. Die Fläche der Katastralgemeinde umfasst 1,54 km². Die Einwohnerzahl beläuft sich auf 13 Einwohner (Stand: 1. Jänner 2025).

## Postleitzahl
In der Marktgemeinde Gars am Kamp finden mehrere Postleitzahlen Verwendung. Loibersdorf hat die Postleitzahl 3571.

## Bevölkerungsentwicklung
| Jahr      | 1830 | 1846 | 1869 | 1951 | 1961 | 1971 | 1991 | 2001 |
| --------- | ---- | ---- | ---- | ---- | ---- | ---- | ---- | ---- |
| Einwohner | 42   | 44   | 38   | 31   | 27   | 22   | 16   | 20   |

## Geschichte
Der Ort wurde erstmals 1125 genannt, als ein Ulrich von Stiefern sein Gut Liobesdorf dem Stift Klosterneuburg schenkte. Bis 1683 war das Dorf im Besitz der Herren von Pollheim und gelangte dann an die Herrschaft Buchberg. In Loibersdorf befand sich ein Schloss, von dem nur noch Reste innerhalb eines landwirtschaftlichen Anwesens erhalten sind. Laut Adressbuch von Österreich waren im Jahr 1938 in Loibersdorf einige Landwirte mit Direktvertrieb ansässig.

## Wirtschaft und Infrastruktur

### Verkehr
Loibersdorf liegt nahe der Horner Straße (B4). Das Linienbusunternehmen PostBus fährt die ca. 1,4 km vom Ort entfernte Haltestelle Mörtersdorf Gh Purker der Linien 635 (Horn-Korneuburg), 1026 (Raabs an der Thaya-Wien-Praterstern) und 1036 (Zwettl-Wien-Praterstern) an. Die nächstgelegenen Bahnhöfe der ÖBB sind Rosenburg und Gars-Thunau an der Kamptalbahn.

Seit 1995 fährt der Garser Bus, eine Initiative des Wirtschaftsvereins „Gars Innovativ“, jeweils dienstags und freitags Loibersdorf, alle anderen Ortsteile und weitere Orte der Umgebung an, um Personen, die keinen PKW besitzen und keinen Anschluss an den ÖPNV haben, Einkäufe und Erledigungen in Gars am Kamp zu ermöglichen.